# Французское географическое общество
«Французское географическое общество» (фр. Société de géographie) — общественная организация Франции, одно из старейших географических обществ мира и первое подобное общественное объединение, которое не ставило во главу угла коммерческие интересы.

## История «Французского географического общества»
Прообразом «Французского географического общества» (как, впрочем, и остальных географических обществ планеты) можно назвать образованное в 1688 году «Космографическое общество», которое позднее было переименовано в «Общество воздухоплавателей».
Инициатива создания географического общества Франции, которое не ограничивалось бы сугубо коммерческими задачами, впервые была озвучена Жан-Никола Бюашем (фр. Jean-Nicolas Buache) в 1775 году. Высказанная этим учёным мужем идея была поддержана другими французскими учёными, однако для её реализации потребовалось почти полвека. Образование «Французского географического общества» произошло в эпоху, когда в Европе возрастал неподдельный интерес в отношении других территорий, что, во многом, было связано с расширением колониальной экспансии государств континента.
19 июля 1821 года, французские ученые, которые, как и Бош, считали, что Франции необходима подобная организация, провели первое подготовительное заседание. Уже пять месяцев спустя, 15 декабря 1821 года, состоялось учреждение первого в мировой истории научного географического общества. Учредительное собрание проходило в столице Франции, в здании мэрии Парижа.
Деятельное участие в создании первого географического общества приняли 227 ученых, среди которых были такие выдающиеся умы эпохи, как путешественники Жюль Дюмон-Дюрвиль и Жан Эйриес, лингвист Шампольон, естествоиспытатель Кювье, немецкий учёный-энциклопедист фон Гумбольдт, математик-астроном Лаплас и многие другие. Сегодняшний руководитель общества месье Жан-Робер Питт.
Французская модель организации стала шаблоном для создания других национальных географических обществ по всей планете.
По сей день статус первопроходца даёт президенту «Французского географического общества» право выступать первым на всех международных собраниях национальных географических обществ.

## Известные члены Французского географического общества
- Конрад Мальт-Брюн
- Жюль Верн
- Сириль Пьер Теодор Лаплас
- Жан Мартен Шарко
- Анатоль Франс
- Альбер I (князь Монако)
- Луи Вивьен де Сен-Мартен
- Андре Жан Христоф Шаброль.